# 花魁
在中国传统文化中，花魁是指百花的魁首或象征，是一个文化概念。花魁的评定主要依赖于文人对花卉的喜爱程度和主观评价，因此并不唯一。被认为是花魁的花有梅花、兰花和牡丹。旧时也比喻有名的妓女。如中国古代娼妓中的头牌。

## 梅花
梅花在中国文化中被赋予了多重含义。梅花傲霜斗雪，先于百花盛开的特质，使得中国文人认为它具有高洁不屈的君子精神，因而深自喜爱。宋代的《全芳备祖》中将梅花置于开首介绍。明朝沈行的诗中有称梅花为“百卉前头第一芳”。宋代卢炳的词《汉宫春》中也有“因何事、向岁晚，搀占花魁”以“花魁”指代梅花的用法。同是宋代的王十朋在《雪中寄梅花与清之大老》一诗中也写道“分赠鹿岩龙穴友，异时俱是百花魁。”清代的郑燮在《题画诗》中亦有“休道牡丹天国色，须知梅占百花魁”之说。

## 兰花
宋代的王贵学所著的《王氏兰谱》中有记载道：“（白兰）干叶花同色，萼修齐中有薤黄。东野朴守漳时，品为花魁”。

## 牡丹
牡丹被称为“百花之王”，从唐朝开始就广受世人喜爱。牡丹花外形富丽堂皇，国色天香，有吉祥富贵之寓意。唐诗之中，有李孝光的“富贵风流拔等伦，百花低首拜芳尘”，皮日休的“落尽残红始吐芳，佳名唤作百花王”等描述。清朝的王国维也有写过“阅尽大千春世界，牡丹终古是花王”。牡丹之中也有称为“黄花魁”、“黑花魁”的品种。

## 古代妓女
旧时也比喻有名的妓女，如中国古代娼妓中的头牌。中国古代亦用“花魁”一词指代青楼妓女中的头牌。比如明朝小说《卖油郎独占花魁》便是描写京城名妓和卖油郎的爱情故事。